# Peter Lassen (football)
Pour l’article homonyme, voir Lassen.
Peter Lassen (né le 4 octobre 1966 à Copenhague au Danemark) est un joueur de football danois.

## Biographie
Il est connu pour avoir été le meilleur buteur du championnat du Danemark de football en 2000. 
Il a joué notamment pour les clubs danois de l'Hvidovre IF, du BK Frem, de l'Akademisk Boldklub et du Silkeborg IF, ainsi que pour l'Eendracht Alost en Belgique.